# Turdus unicolor
- Commons
- Wikispecies

O tordo-unicolor (Turdus unicolor) é uma ave pertencente ao género Turdus.